# Ty Warner
Ty Warner (* 3. September 1944) ist ein US-amerikanischer Unternehmer.

## Leben
Warner besuchte die St. John's Military Academy in Delafield, Wisconsin. Er gründete das Unternehmen Ty Inc., dessen Alleineigentümer er ist. Das Unternehmen produziert Spielzeuge und Kuscheltiere. Warner erfand unter anderem die Beanie Babies. Nach Angaben von Forbes Magazine gehört Warner zu den reichsten US-Amerikanern. Das maritime Museum Ty Warner Sea Center in Kalifornien entstand 2005 aufgrund der Finanzierung durch Ty Warner.